# 桑塔克勞斯 (喬治亞州)
桑塔克勞斯（英語：Santa Claus）是一個位於美國喬治亞州圖姆斯縣的城市。

## 地理
桑塔克勞斯的座標為32°10′15″N 82°19′52″W / 32.17083°N 82.33111°W，而該地的平均海拔高度為72米（即235英尺）。

## 人口
根據2010年美國人口普查的數據，桑塔克勞斯的面積為0.50平方千米，當中陸地面積為0.50平方千米，而水域面積為0.00平方千米。當地共有人口165人，而人口密度為每平方千米330人。